# 沖縄県道194号鏡原増原線
沖縄県道194号鏡原増原線（おきなわけんどう194ごう かがみますばりせん）は、かつて沖縄県宮古島市平良西里鏡原（かがみ）と平良東仲宗根添増原（ますばり）とを結んでいた一般県道。2017年（平成29年）3月31日に宮古島市に移管されて宮古島市道となり、沖縄県道の路線としては廃止された。

## 概要

### 区間
- 起点：宮古島市平良字西里鏡原（沖縄県道78号平良城辺線）
（実際の起点は宮古島市平良字下里七原）
- 終点：宮古島市平良字東仲宗根添（沖縄県道83号保良西里線）
- 総延長：3.87km（実延長も同じ）

### 通過自治体
- 宮古島市（宮古島）

### 交差・重複路線
- 沖縄県道78号平良城辺線（起点 - 宮古島市平良下里）
- 沖縄県道190号平良新里線（起点）
- 沖縄県道83号保良西里線（起点）

## 歴史
- 1953年（昭和28年）に琉球政府道として指定。1972年（昭和47年）の本土復帰と同時に県道となった。
- 2017年（平成29年）3月31日に宮古島市に移管されて宮古島市道となり、沖縄県道の路線としては廃止された。